# Шурдумова, Лида Муридовна
Лида Муридовна Шурдумова — советский хозяйственный деятель, полный кавалер ордена Трудовой Славы.

## Биография
Родилась в 1941 году в селе Заюково. Член КПСС с 1966 года.
В 1959—1996 — доярка колхоза «Заюково» Баксанского района Кабардино-Балкарской АССР.
Указами Президиума Верховного Совета СССР от 14 февраля 1975 года и 23 декабря 1976 года соответственно за досрочное выполнение социалистических обязательств награждена орденами Трудовой Славы III и II степеней.
Делегат XIX конференции КПСС.
Указом Президента СССР от 13 сентября 1990 года награждена орденом Трудовой Славы I степени, став полным кавалером ордена Трудовой Славы.
Умер в 2009 году в селе Заюково.